# 영지의 귀부인
《영지의 귀부인》(영어: Lady of the Manor)는 미국에서 제작된 2021년 코미디 영화이다.
오래된 저택의 상속 문제를 다룬 영화이다.

## 출연

### 주연
- 멜라니 린스키 - 해나 역
- 주디 그리어 - 레이디 워즈워스 역
- 저스틴 롱 - 맥스 역
- 라이언 필립 - 태너 워즈워스 역

### 조연
- 루이스 구즈만 - 바텐더 역

## 기타
- SCREEN에 레이디 오브 더 매너로 2022년 6월 6일에 방영하였다.